# Tatiana Turanskaya
Tatiana Turanskaya   (Bilhorod-Dnistrovski, 20 de novembre de 1972) és una política de Transnístria i la primera ministra de Transnistria fins al 13 d'octubre de 2015. Va substituir Pyotr Stepanov el 10 de juliol de 2013, després que aquest hagués dimitit per acceptar una nova feina. El 7 d'agost de 2013 va mantenir una reunió amb el vicepresident del Comitè de Política Econòmica, Pressupost i Finances del Consell Suprem, Andrej Kotsubenko i membre del Comitè de Seguretat, Defensa i Manteniment de la Pau del Consell Suprem, Yuri Horin, en la qual va parlar sobre els problemes del govern al districte de Slobozia.
Turanskaya va decidir participar en les eleccions del 2015 i va renunciar temporalment al càrrec de primera ministra. Va ser substituïda per la vicepresidenta del primer ministre Maya Parnas des del 13 d'octubre de 2015 fins al dia de les eleccions (30 de novembre). El 2 de desembre de 2015, va ser destituïda pel president Yevgeny Shevchuk i Maija Parnas la va substituir novament com a primera ministra en funcions.